# Блакитні гори, або Неправдоподібна історія
«Блакитні гори, або Неправдоподібна історія» — радянський комедійний художній фільм знятий на кіностудії «Грузія-фільм» у 1984 році за мотивами оповідання Резо Чейшвілі «Блакитні гори».

## Сюжет
Молодий автор Сосо написав оповідання «Блакитні гори, або Тянь-Шань». Він несе своє оповідання до видавництва в надії, що його надрукують. Час йде, пройшов рік, а оповідання все не друкують.
У видавництві всі зайняті чим завгодно, але тільки не своїми прямими справами: директор весь час засідає в президії або на бенкеті, редактори вчать французьку мову, зайняті приготуванням обіду або весь час грають в шахи. Рукопис, який приніс Сосо, прочитав лише маляр.
Тим часом стара будівля видавництва поступово покривається тріщинами і руйнується чи то від постійної гри в мотобол поблизу, то чи через будівництво метро під ним. Редакція перебирається в новий будинок, але і там все йде по-старому…

## У ролях
- Рамаз Гіоргобіані —  Сосо  (озвучував Валентин Грачов)
- Василь Кахніашвілі —  Васо
- Теймураз Чіргадзе —  директор
- Іван Сакварелідзе —  маркшейдер
- Сесілія Такайшвілі —  Тамара, касир  (озвучувала Марина Гаврилко)
- Григол Нацвлішвілі —  Иродион
- Гурам Лордкіпанідзе —  Тенгіз
- Михайло Кікодзе —  Отар
- Отар Коберідзе —  актор

## Знімальна група
- Режисер — Ельдар Шенгелая
- Сценарист — Резо Чейшвілі
- Оператор — Леван Пааташвілі
- Композитор — Гія Канчелі
- Художник — Борис Цхакая